# Perlez
Perlez (v srbské cyrilici Перлез) je vesnice spadající pod město Zrenjanin v Srbsku, v autonomní oblasti Vojvodina. V roce 2002 žilo ve vesnici celkem 3818 lidí, 87 % z nich je srbské národnosti. Nachází se v blízkosti města Titel, prochází ní železniční trať Novi Sad–Orlovat.
Obec má pravoúhlou síť ulic, severně od ní protéká řeka Begej.
První záznamy o osídlení v místě obce Perlez pocházejí z raně tureckých dokumentů. Současný název se objevuje někdy okolo 18. století, obyvatelstvo obce tehdy tvořila řada národností a Perlez se nacházel v rámci tzv. Vojenské hranice Rakousko-Uherska. Do roku 1965 byla obec sídlem samostatné opštiny Perlez, která správními reformami zanikla.